# Trofeu Internacional
El Trofeu Internacional va ser una competició ciclista femenina que es disputava anualment a França. Creat al 1996, va formar part de la Copa del Món de ciclisme femení els anys 1998, 1999 i 2001. La primera edició es va disputar per equips nacionals.

## Palmarès
| Any  | Vencedora              | Segona            | Tercera         |
| ---- | ---------------------- | ----------------- | --------------- |
| 1996 | França                 | Itàlia            | Rússia          |
| 1997 | Hanka Kupfernagel      | Catherine Marsal  | Debby Mansveld  |
| 1998 | Alessandra Cappellotto | Catherine Marsal  | Diana Ziliute   |
| 1999 | Vanja Vonckx           | Judith Arndt      | Tracey Gaudry   |
| 2000 | Séverine Desbouys      | Fabiana Luperini  | Joane Somarriba |
| 2001 | Olga Sliússareva       | Regina Schleicher | Anna Millward   |